# Aristide Claris
Aristide Claris (Blanquefort-sur-Briolance, 12 novembre 1843 – Le Vésinet, 9 dicembre 1916) è stato un giornalista francese.
Fu una personalità della Comune dei Parigi.

## Biografia
Collaboratore de La Patrie en danger di Auguste Blanqui durante l'assedio di Parigi del 1870, il 7 gennaio 1871 firmò l'Affiche rouge contro il governo di difesa nazionale e fece parte del Comitato centrale dei venti arrondissement. Durante la Comune, fu capo dell'Ufficio stampa della Commissione sicurezza.
Alla caduta della Comune di Parigi, si rifugiò a Ginevra, dove fondò il 26 ottobre 1871 il settimanale La Révolution sociale, che uscì fino al 4 gennaio 1872, con la collaborazione di molti proscritti, tra i quali André Léo, Arthur Arnould, Gustave Lefrançais, Benoît Malon, Eugène Razoua e Jules Guesde. Fece parte della Société des proscrits, della successiva  La Solidarité e della cooperativa La Marmite sociale.
Aderì all'Internazionale bakuniniana ma se ne allontanò nel 1875. Tornato in Francia a seguito dell'amnistia del 1880, visse gli ultimi anni quasi cieco con un fratello a Le Vésinet.